# Salans (Jura)
Salans település Franciaországban, Jura megyében. Lakosainak száma 654 fő (2022. január 1.). Salans Saint-Vit, Roset-Fluans, Courtefontaine, Évans és Fraisans községekkel határos.

## Népesség
A település népessége az elmúlt években az alábbi módon változott:
| Lakosok száma | 231  | 314  | 422  | 557  | 563  | 574  | 591  | 602  | 619  | 654  |
|               | 1968 | 1982 | 1990 | 2006 | 2013 | 2015 | 2017 | 2019 | 2020 | 2022 |